# Хотел „Рудник” Кучево
Хотел „Рудник” Кучево је хотел који се налази у главној улици, у центру Кучева. 

## Понуда
Хотел „Рудник“ је објекат са највећим смештајним капацитетом у општини Kучево, који чине апартмани, једнокреветне, двокреветне, трокреветне и четворокреветне собе, капацитета 150 лежајева. Гостима на располагању стоје ресторан националне кухиње, сала за конгресе и семинаре, дискотека и бар са терасом.   
Орјентисан према спортском туризму, хотел је у близини спортских терена (кошаркашких, фудбалских, одбојкашких, рукометних), спортске сале, полу олимпијског базена, трим стазе, омогућава спортистима све услове у креирању физичке форме. Омогућава припреме женских и мушких спортских екипа у фудбалу, кошарци, одбојци, борилачким спортовима, пливању и рукомету у свим фазама тренажног процеса. Спортско рекреативни део хотела обухвата полуолимпијски базен са фитнес центром, финском сауном као и салон за масажу. 